# Tour de Jéricho
Pour les articles homonymes, voir Jéricho (homonymie).
La tour de Jéricho est un édifice du site néolithique de Jéricho, en Cisjordanie. Elle est datée de 8300 av. J.-C., ce qui en fait l'un des plus anciens édifices connus au monde.

## Historique
Entre 1952 et 1956, durant les fouilles des niveaux proto-néolithiques de Jéricho par l'archéologue britannique Kathleen Kenyon, les vestiges d'une tour furent découverts en marge du site archéologique principal.

## Description
La tour de Jéricho est haute de 7,75 m et large de 9 m. Elle est dotée d'un escalier intérieur de 22 marches.
Bâtie en pierres brutes (non taillées), elle se trouve à l'extérieur du village néolithique de Jéricho, au-delà d'un tronçon de fossé et d'un mur situé sur le côté ouest du tell. Son emplacement excentré a donné lieu à différentes interprétations, qui nourrissent toujours le débat.

## Datation
Elle a été datée de 8300 av. J.-C. en 2008, ce qui la rattache au Néolithique du Proche-Orient.

## Analyse
Les archéologues ont proposé différentes interprétations, sans parvenir à s'accorder. Ils la présentent au choix comme :
- un élément de fortification ;
- l'élément d'une digue destinée à contrer les crues de la rivière proche ;
- une tour votive à usage religieux.

## Autres édifices
La tour de Jéricho est le troisième plus ancien édifice public connu au monde, après les tours de Tell Qaramel, en Syrie, découvertes en 1999, et le temple de Göbekli Tepe, en Turquie, découvert en 1994.